# 具竝模

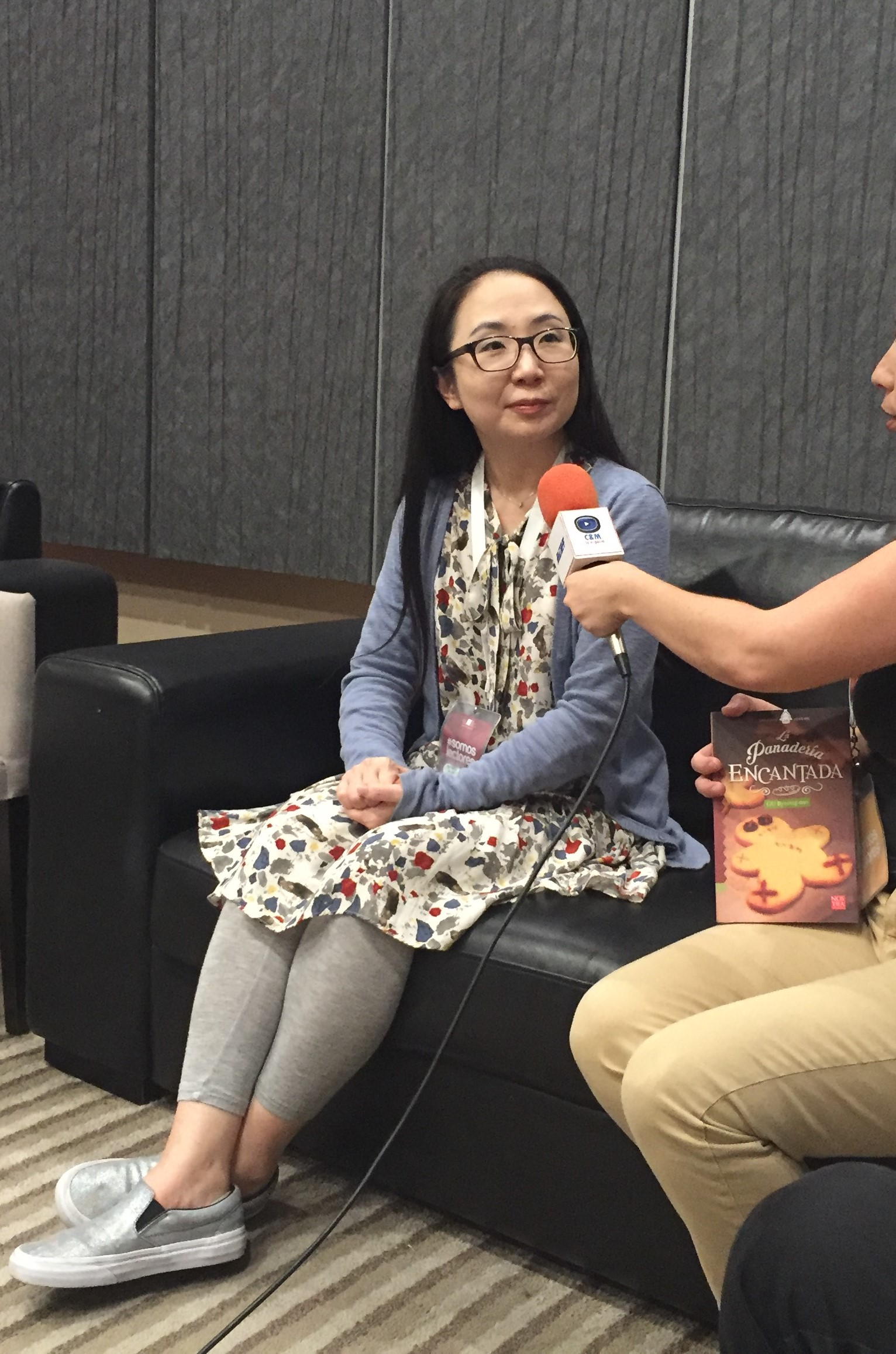
具竝模

具竝模（1976年-）是韩国大眾文學作家。 具竝模畢業於慶熙大学国語国文学科。畢業後其从事编辑工作。2008年其創作的小說獲獎。她有部小說是根據安徒生的賣火柴的小女孩改編的。